# Enrico Colantoni
Enrico Colantoni (Toronto, 1963. február 14. –) kanadai színész.
Számos televíziós sorozatban játszott: szerepelt a Divatalnokok, a címszereplő apjaként a Veronica Mars, A célszemély és az Elit egység című műsorokban. Utóbbival két Canadian Screen Awards-ot nyert, mint legjobb férfi főszereplő. A Tizenegyes állomás és a Westworld epizódjaiban is feltűnt.
Mellékszerepeket vállalt olyan filmekben, mint A lúzer (1997), a Galaxy Quest – Galaktitkos küldetés (1999), az A. I. – Mesterséges értelem (2001), a Fertőzés (2011) és az Egy kivételes barát (2019).

## Filmográfia

### Film
| Év   | Magyar cím                          | Eredeti cím                                 | Szerep                | Magyar hang          |
| ---- | ----------------------------------- | ------------------------------------------- | --------------------- | -------------------- |
| 1995 | Pénzvonat                           | Money Train                                 | Dooley                | Csuha Lajos          |
| 1996 | Albínó aligátor                     | Albino Alligator                            | ügynök                |                      |
| 1997 | A lúzer                             | The Wrong Guy                               | fura srác             |                      |
| 1998 |                                     | Divorce: A Contemporary Western             | Barry                 |                      |
| 1998 |                                     | Screwed: A Hollywood Bedtime Story          | Jack Driscoll         |                      |
| 1999 | Stigmata                            | Stigmata                                    | Dario atya            | Rosta Sándor         |
| 1999 | Galaxy Quest – Galaktitkos küldetés | Galaxy Quest                                | Mathesar              | Kocsis György        |
| 2001 | A. I. – Mesterséges értelem         | A.I. Artificial Intelligence                | A gyilkos             | Katona Zoltán        |
| 2001 | A. I. – Mesterséges értelem         | A.I. Artificial Intelligence                | A gyilkos             | Bozsó Péter          |
| 2002 | Lökött ügynök (Óvatos duhaj)        | Frank McKlusky, C.I.                        | Scout Bayou           | Megyeri János        |
| 2002 | Virtuális vagyonszerzők             | The First $20 Million Is Always the Hardest | Francis Benoit        | Csík Csaba Krisztián |
| 2002 | Szemből telibe                      | Full Frontal                                | Arty / Ed             | Juhász György        |
| 2004 | Rossz pénz                          | Criminal                                    | könyvmoly             |                      |
| 2007 |                                     | The Happiest Day of His Life                | elvált esküvői vendég |                      |
| 2008 |                                     | Sherman's Way                               | D.J.                  |                      |
| 2008 | Anyám új pasija                     | My Mom's New Boyfriend                      | Enrico, a séf         | Kapácsy Miklós       |
| 2009 | Sylvia bonyolult élete              | Weather Girl                                | George                |                      |
| 2011 | A bébisitter                        | The Chaperone                               | Dr. Etman             |                      |
| 2011 |                                     | Servitude                                   | Franz                 |                      |
| 2011 | Fertőzés                            | Contagion                                   | Dennis French         | Fazekas István       |
| 2013 | A Versace-ház                       | House of Versace                            | Gianni Versace        | Szabó Sipos Barnabás |
| 2014 | Veronica Mars                       | Veronica Mars                               | Keith Mars            | Háda János           |
| 2015 |                                     | The Dark Stranger                           | Brendan Garrison      |                      |
| 2017 | A sötét Igazság Ligája              | Justice League Dark                         | Felix Faust (hangja)  | Láng Balázs          |
| 2019 |                                     | Kill Chain                                  | idős mesterlövész     |                      |
| 2019 | Egy kivételes barát                 | A Beautiful Day in the Neighborhood         | Bill Isler            | Háda János           |
| 2020 | Táncra fel!                         | Feel the Beat                               | Frank                 | Rába Roland          |
| 2022 |                                     | Vandits                                     | Ned                   |                      |

Rövidfilmek
- 2003: The Vest – apa
- 2010: The Fighter and the Clown – Ward rendőrtiszt
- 2013: Winter Garden – Robin Hale
- 2014: Lines – doktor
- 2017: Breaking Emma – Bernie
- 2019: Bunker Burger – Rico
- 2022: Words – Pepper

### Televízió
| Év        | Magyar cím                        | Eredeti cím                    | Szerep                                | Megjegyzések                    |
| --------- | --------------------------------- | ------------------------------ | ------------------------------------- | ------------------------------- |
| 1987      |                                   | Night Heat                     | ismeretlen szerep                     | 1 epizód                        |
| 1987      | Péntek 13                         | Friday the 13th: The Series    | Adrian                                | 1 epizód                        |
| 1994      | Esküdt ellenségek                 | Law & Order                    | Ron Blocker                           | 1 epizód                        |
| 1994      | Veszélyes küldetés                | New York Undercover            | David Kinsoling                       | 1 epizód                        |
| 1994–1995 | New York rendőrei                 | NYPD Blue                      | Danny Breen, Jr.                      | 2 epizód                        |
| 1995–1996 |                                   | Hope & Gloria                  | Louis Utz                             | 35 epizód                       |
| 1997      |                                   | Life's Work                    | Marty Cranepool                       | 1 epizód                        |
| 1997      |                                   | The Member of the Wedding      | Mr. Addams                            | tévéfilm                        |
| 1997      | A klónok eljövetele               | Cloned                         | Steve Rinker                          | tévéfilm                        |
| 1997–2003 | Divatalnokok                      | Just Shoot Me!                 | Elliot DiMauro                        | 149 epizód                      |
| 2000      | Űrbalekok                         | 3rd Rock from the Sun          | Frankie                               | 1 epizód                        |
| 2001      | Végtelen határok                  | The Outer Limits               | Michael Burr                          | 1 epizód                        |
| 2001      |                                   | James Dean                     | Elia Kazan                            | tévéfilm                        |
| 2002–2004 | Kim Possible                      | Kim Possible                   | Dr. Cyrus Bortel (hangja)             | 2 epizód                        |
| 2003      |                                   | Expert Witness                 | ismeretlen szerep                     | tévéfilm                        |
| 2003      |                                   | Whoopi                         | Victor                                | 1 epizód                        |
| 2003      | Az igazság ligája                 | Justice League                 | G. Gordon Godfrey (hangja)            | 2 epizód                        |
| 2003      | Eltűntnek nyilvánítva             | Missing                        | Charles Denton                        | 1 epizód                        |
| 2003      | Csillagkapu                       | Stargate SG-1                  | Burke                                 | 1 epizód                        |
| 2004      | Century City – A jövő fogságában  | Century City                   | Frank Summers                         | 1 epizód                        |
| 2004      | Monk – A flúgos nyomozó           | Monk                           | Joe Christie                          | 1 epizód                        |
| 2004–2019 | Veronica Mars                     | Veronica Mars                  | Keith Mars                            | 72 epizód                       |
| 2007      | CSI: A helyszínelők               | CSI: Crime Scene Investigation | Preston                               | 1 epizód                        |
| 2007      | Gyilkos számok                    | Numbers                        | Ben                                   | 1 epizód                        |
| 2008      | Testvérek                         | Brothers & Sisters             | Evan                                  | 1 epizód                        |
| 2008      |                                   | Céline                         | René Angélil                          | tévéfilm                        |
| 2008–2012 | Elit egység                       | Flashpoint                     | Gregory Parker őrmester               | főszereplő (75 epizód)          |
| 2009      |                                   | ZOS: Zone of Separation        | Speedo Boy                            | minisorozat (8 epizód)          |
| 2009      | Partiszerviz színész módra        | Party Down                     | Gordon McSpadden                      | 1 epizód                        |
| 2010      |                                   | Cra$h & Burn                   | Danny DeRossi                         | 1 epizód                        |
| 2010      | Dr. Csont                         | Bones                          | Micah Leggat                          | 1 epizód                        |
| 2011      | A Kennedy család                  | The Kennedys                   | J. Edgar Hoover                       | minisorozat (3 epizód)          |
| 2011–2016 | A célszemély                      | Person of Interest             | Charlie Burton / Carl Elias           | 23 epizód                       |
| 2013      |                                   | Cracked                        | Mike De Soto                          | 1 epizód                        |
| 2013      |                                   | Malibu Country                 | Leslie Sallinger                      | 1 epizód                        |
| 2013      | 13-as raktár                      | Warehouse 13                   | Anthony Bishop                        | 1 epizód                        |
| 2013      | Vérmes négyes                     | Hot in Cleveland               | Julian                                | 1 epizód                        |
| 2014      | Doyle és Doyle – Ketten bevetésen | Republic of Doyle              | Donny Pearl                           | 1 epizód                        |
| 2014–2015 |                                   | Remedy                         | Allen Conner                          | főszereplő (20 epizód)          |
| 2014–2016 | Laura rejtélyei                   | The Mysteries of Laura         | Dan Hauser százados                   | 3 epizód                        |
| 2016      |                                   | Powers                         | Bailey Brown szenátor / Cobalt Knight | 4 epizód                        |
| 2016      |                                   | American Gothic                | Conley polgármester                   | 4 epizód                        |
| 2016–2018 | iZombie                           | iZombie                        | Lou Benedetto nyomozó                 | - 3 epizód - rendező (2 epizód) |
| 2017      | Váltságdíj                        | Ransom                         | Joe Morris                            | 1 epizód                        |
| 2017      |                                   | Madam Secretary                | Jim Fox                               | 1 epizód                        |
| 2017      |                                   | Bad Blood                      | Bruno Bonsignori                      | 5 epizód                        |
| 2017      | Átutazók                          | Travelers                      | Vincent Ingram                        | 5 epizód                        |
| 2018      | Diane védelmében                  | The Good Fight                 | Patrick Basehart                      | 2 epizód                        |
| 2018–2020 |                                   | Adversity                      | Morty Fischbein                       | 6 epizód                        |
| 2020      | Westworld                         | Westworld                      | Whitman                               | 3 epizód                        |
| 2021      | Éber szemek                       | Private Eyes                   | Cutler főnök                          | 1 epizód                        |
| 2021      | Halálzóna                         | The Hot Zone                   | Rudy Giuliani                         | 1 epizód                        |
| 2021      | Kísértetek                        | Ghosts                         | Michael Davenport                     | 1 epizód                        |
| 2021      |                                   | A Christmas Letter             | Robert Marino                         | tévéfilm                        |
| 2021      |                                   | Under the Christmas Tree       | Marcus Beltran                        | tévéfilm                        |
| 2021–2022 | Tizenegyes állomás                | Station Eleven                 | Brian                                 | minisorozat (7 epizód)          |

## Fordítás
- Ez a szócikk részben vagy egészben  az   Enrico Colantoni című angol Wikipédia-szócikk ezen változatának fordításán alapul.  Az eredeti cikk szerkesztőit annak laptörténete sorolja fel. Ez a jelzés csupán a megfogalmazás eredetét és a szerzői jogokat jelzi, nem szolgál a cikkben szereplő információk forrásmegjelöléseként.